# بيدرو أوسوريو
بيدرو أوسوريو (بالبرتغالية: Pedro Osório‏)؛ بلدية برازيلية تقع في الجزء الجنوبي الشرقي من ولاية ريو غراندي دو سول. بلغ عدد سكانها 8011 نمسة بحسب تقديرات عام 2015، في حين تصل مساحتها إلى 608.79 كيلومتر مربع. تأسست البلدية في 3 أبريل 1958 من أجزاء من بلديتي كانغوشي وأرويو غراندي. وتقع البلدية على ضفاف نهر بيراتيني. معظم سكانها من أصل إيطالي ولبناني.

## البلديات المحيطة
- أرويو غراندي
- سيريتو
- هيرفال
- بيلوتاس
- بيراتيني

## روابط خارجية
- الموقع الرسمي للمحافظة